# Il reviendra
 (juin 2013).
Si vous disposez d'ouvrages ou d'articles de référence ou si vous connaissez des sites web de qualité traitant du thème abordé ici, merci de compléter l'article en donnant les références utiles à sa vérifiabilité et en les liant à la section « Notes et références ».
Albums de Marie Laforêt
La Vérité Moi je voyage
Il reviendra est le douzième album studio en français de la chanteuse Marie Laforêt édité en 1977 chez Gérard Tournier.
L’album ne fut soutenu que par un seul 45 tours Je vois qui comporte la chanson Une mélodie américaine en face B.

## Il Reviendra
| 1.    | Il reviendra…                            | Jean-Pierre Lang; Martine Clémenceau                            | 2:55 |
| 2.    | C’est pas grand mais c’est sympa         | Guilherme Lamounier; Jean-Pierre Lang                           | 3:25 |
| 3.    | Je vois                                  | Bruno Lauzi; Luigi Arbetelli; Dario Baldan Bembo; Sylvain Lebel | 4:02 |
| 4.    | Monsieur de la Fayette                   | Jean-Pierre Lang; Guy Bonnet                                    | 1:54 |
| 5.    | Combien de temps dure un chagrin d’amour | Michèle Vendome; Jeff Barnel                                    | 2:28 |
| 6.    | Une mélodie américaine                   | Didier Barbelivien; Gérard Stern                                | 2:54 |
| 7.    | À marée haute, à marée basse             | Didier Barbelivien; Gérard Stern                                | 3:45 |
| 8.    | Tous les dauphins, les cachalots         | Jean-Pierre Lang; Patrick Lemaître                              | 2:38 |
| 9.    | C’est Julien                             | Jean-Pierre Lang; Patrick Lemaître                              | 2:57 |
| 10.   | La Rumeur                                | Boris Bergman; Jean-Bernard Raiteux                             | 2:45 |
| 11.   | Demain se dessine si bien                | Boris Bergman; François Bernheim                                | 2:41 |
| 12.   | Quand nous aurons un enfant              | Didier Barbelivien; Michel Cywie                                | 3:53 |
| 33:37 |                                          |                                                                 |      |